# Clarias anfractus
Clarias anfractus är en fiskart som beskrevs av Ng, 1999. Clarias anfractus ingår i släktet Clarias och familjen Clariidae. Inga underarter finns listade i Catalogue of Life.